# Louis de La Ferté
Pour les autres membres de la famille, voir Maison de Saint-Nectaire.
Louis de La Ferté-Senneterre, seigneur de La Loupe (2 juin 1659 - 7 mai 1732, La Flèche), est un jésuite et prédicateur français.

## Biographie
Fils du maréchal-duc Henri de La Ferté-Senneterre et de Madeleine d'Angennes, il entre à la Compagnie de Jésus en 1676, contre l'avis de son père. Il fait profession à Tours en 1693
Prédicateur habile et réputé, ses sermons eut un grand succès, lui valant d'être comparé à Bourdaloue par Coulanges.
En 1696, il demande d'être envoyé au Canada en 1696, mais sur instance de sa famille, il reste en France.
Sa liberté d'expression le fait exiler à Blois en 1699. Au bout de quelques années, le roi lui accorde de pouvoir revenir.
Bissy le fit prêcher à Meaux à plusieurs occasions.
En froid avec la Compagnie de Jésus, il est restreint à La Flèche lors des dernières années de sa vie.

## Sources
- Joseph-François Michaud, Louis-Gabriel Michaud, Biographie universelle, ancienne et moderne, 1815
- Eustache Marie Pierre Courtin, Encyclopédie moderne, ou Dictionnaire abrégé des hommes et des choses, des sciences, des lettres et des arts: avec l'indication des ouvrages où les divers sujets sont développés et approfondis, Volume 10, 1829
- Pierre Clément, Madame de Montespan et Louis XIV, 1868
- Notices d'autorité :   - VIAF
  - LCCN
  - WorldCat